# Saranče černopruhá
Saranče černopruhá (Mecostethus parapleurus) je druh sarančete z rodu Mecostethus. Vyskytuje se v Palearktické oblasti.

## Poddruhy
- Mecostethus parapleurus parapleurus Hagenbach, 1822
- Mecostethus parapleurus turanicus Tarbinsky, 1928